# Skumglas

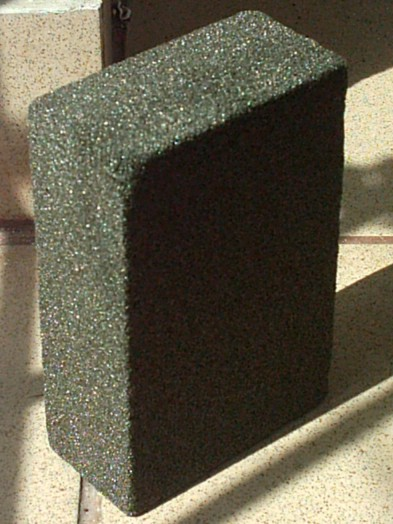
Ett block skumglas.

Skumglas, även cellglas, är en porös form av glas. Den framställs genom att olika ämnen som avger gaser tillsätts under glasets smältning.
Produkten är ett isoleringsmaterial som tillverkas av returglas. Tack vare att materialet håller för tryck upp till 900 kPa, är vatten- och diffusionstätt och tål fukt, kan det används för att isolera grundkonstruktioner. Materialet kan också användas vid platta tak med parkeringsytor. Tillverkningen är energikrävande.
Poröst glastegel är en variant av skumglas, kännetecknad av en hög tryckhållfasthet parad med låg vikt. Den tas fram via en process där pulveriserat glas, träkol och natriumsulfat sintras ihop, under hög temperatur, i en metallform.
Tillverkning sker även av porösa glas och glaskeramer(en) med porer som är genomgående; porerna kan då motsvara upp till 90 % av materialets volym. Användningen är här bland annat för lagring av eldfarliga vätskor och som stötskydd i samband med transporter.
En annan användning av skumglas är som fyllnadsmaterial i samband med hus- eller vägbyggnadsprojekt, som ett alternativ till cellplast eller lättklinker, som lecakulor.
I Sverige användes 2009 knappt 10 % av insamlade glasförpackningar till produktion av skumglas.